# فتح أرواد
معركة أرواد حدثت عام (1302م/702هـ) وهي معركة وقعت بين المماليك وبقايا الصليبيين الذين تحصنوا في جزيرة أرواد قبالة ساحل طرطوس بالبحر الأبيض المتوسط وجعلوها قاعدة لهم، وكانت تشكل خطر وتهديد على المسلمين. أنتهت هذه المعركة بأنتصار المماليك.

## بداية الوجود الإسلامي في الجزيرة
في عام 57 هـ فتحت جزيرة أرواد لأول مرة في العهد الأموي زمن الخليفة معاوية بن أبي سفيان على يد جنادة بن أبي أمية وأقام بها المسلمون مدة سبع سنوات.
فلما مات معاوية بن أبي سفيان غفلَ عنها ابنه يزيد، فاستولى عليها الروم من جديد، وضعُف أهلُها، ويقال: إن يزيد أمرَ المسلمين بالانتقال عنها.

## المعركة
بعد القضاء على الصليبيين وطردهم من بلاد الشام في أواخر القرن الثالث عشر الميلادي على يد المماليك، كانت الجزيرة من أضر الأماكن على أهل السواحل في بلاد الشام، حيث اجتمع فيها كثير من الصليبيين وبنوا فيها سورا تحصنوا وصاروا يطلعون منها ويقطعون الطريق على المترددين في ذلك الساحل وكان نائب السلطنة المملوكية على الشام في عصر السلطان المملوكي محمد بن قلاوون هو سيف الدين استدمر كرجي، الذي طلب معونة السلطان الناصر محمد بن قلاوون، فجهز أسطولا ووجهه نحو هذه الجزيرة، فجاءتها المراكب الحربية من الديار المصرية في البحر وأردفها جيوش طرابلس، ففتحت في نصف النهار، وقتلوا من أهلها قريبا من ألفين، وأسروا قريبا من خمسمائة، وكان فتحها من تمام فتح السواحل، وأراح الله المسلمين من شر أهلها، فانتهى بذلك وجود الصليبيين في المشرق الإسلامي.